# Burkhardt + Weber
Burkhardt + Weber ist ein Reutlinger Hersteller von Werkzeugmaschinen und gehört zum brasilianischen Indústrias-Romi-Konzern. Burkhardt + Weber ist ein deutscher Pionier in der Herstellung von Werkzeugmaschinen mit numerischer Steuerung.

## Geschichte
Das Unternehmen wurde 1888 von Louis Burkhardt und Johannes Weber gegründet und beschränkte sich in seinem Produktangebot zunächst auf Stockflinten, Nähmaschinen und einfache Bohrmaschinen, sowie später Kreissägen in Sonderanfertigungen und Mehrwege-Sondermaschinen. Nachdem durch den Zweiten Weltkrieg rund 70 % der Gebäude auf dem Werksgelände zerstört worden waren und durch die Besatzung ein Herstellungsverbot für Maschinen erging, musste die Fertigung neu aufgebaut werden. In den 1950er Jahren war Burkhardt + Weber einer der innovativsten Werkzeugmaschinenbauer Deutschlands, so wurde beispielsweise bereits 1951 die erste Transferstraße Europas gebaut. Bei einer solchen Transferlinie wird eine Abfolge von Produktionsstellen miteinander verkettet, wodurch ein automatischer Produktionsprozess ermöglicht wird. 1959 wurde das weltweit erste Bearbeitungszentrum vorgestellt, das über eine NC-Steuerung durch Lochstreifen verfügte. Ab dem Jahr 1993 wurden Bearbeitungszentren von Burkhardt + Weber mit digitaler Steuerungstechnik ausgeliefert.
Bereits ab 1982 gehörte das Unternehmen zum Schweizer Georg Fischer-Konzern. In den 1990er Jahren verkaufte dieser Burkhardt + Weber an Finanzinvestoren, unter welchen das Unternehmen in eine finanzielle Schieflage geriet und 2001 Insolvenz anmelden musste. Einen Ausweg aus der Insolvenz stellte eine Investition der Riello Srl aus Verona dar, die Burkhardt + Weber noch im selben Jahr übernahm. Seit Februar 2012 ist die Romi Europa GmbH mit Sitz in Groß-Gerau, eine Tochter der brasilianischen Indústrias Romi S.A, alleinige Gesellschafterin von Burkhardt + Weber.
Die Bearbeitungszentren von Burkhardt + Weber werden hauptsächlich für den Einsatz in der Herstellung von Teilen für Industrien mit besonders hohen Ansprüchen an die Verarbeitungspräzision, wie den Fahrzeugbau, den Druck- und Werkzeugmaschinenbau und die Luft- und Raumfahrt, vermarktet.

## Trivia
Auf dem Betriebsgelände von Burkhardt + Weber in Reutlingen werden seit 2017 zwei Bienenvölker unterhalten. Der geerntete Honig wird teilweise an Kunden und Mitarbeiter abgegeben. Die Königinnen wurden in Anlehnung an die Namen der Unternehmensgründer auf Louisa I. und Johanna I. getauft.